# Cabinet Mountains
Die Cabinet Mountains („Kabinett-Berge“) sind eine Bergkette, die sich etwa 80 mi (129 km) entlang einer Nordwest-Südost-Achse Montanas erstreckt und bis in das Idaho Panhandle hineinragt. Sie sind ein Teil der Rocky Mountains und verlaufen im Westen nahe der Staatsgrenze zu Idaho. Teile des Kootenai National Forest und Lolo National Forest erstrecken sich über das Gebirge. Im Süden werden die Cabinet Mountains vom Clark Fork River, im Osten und Nordosten vom Thompson River, vom Oberlauf des Fisher River, vom Libby Creek und vom Kootenay River abgegrenzt. Der U.S. Highway 2 verläuft entlang der Ostgrenze von den Thompson Lakes zum Kootenay River.

## Beschreibung
Die Bezeichnung „Cabinet Mountains“ stammt von frühen französischen Entdeckern, denen die Felsformationen der Berge wie Boxen oder Schachteln vorkamen. Die „Cabinet Mountains Wilderness“ wurde im Jahr 1964 vom Kongress der Vereinigten Staaten durch den Wilderness Act unter Schutz gestellt. Sie bildet mit ihrer Fläche von rund 94.272 Acres (38.151 ha) das Zentrum der Kette. Sie besteht aus zerklüfteten Gipfeln und hohen Bergseen. Diese Gipfel gehören zu den niedrigsten innerhalb Montanas, der höchste Punkt ist der 8.736 ft (2.663 m) hohe „Snowshoe Peak“. Weitere Gipfel sind der „A Peak“ 8.634 ft (2.632 m), „Bockman Peak“ 8.174 ft (2.491 m), „Elephant Peak“ 7.938 ft (2.420 m), „St. Paul“ 7.714 ft (2.351 m), „Treasure Mountain“ 7.694 ft (2.345 m), „Ibex“ 7.676 ft (2.340 m), „Bald Eagle“ 7.655 ft (2.333 m) oder „Mt. Snowy“ 7.618 ft (2.322 m). Entstanden ist die Formation während der Vereisung in der letzten Kaltzeit im Pleistozän. Die Felsen bildeten aus der im Mesoproterozoikum entstandenen „Precambrian Belt Supergroup“. Die Gesteine dieser Supergruppe enthalten teilweise bedeutende Lagerstätten von Blei, Gold, Kupfer, Silber, Zink und anderen Metallen. Fossilien wie Stromatolithen sind ebenfalls zu finden.
Die Cabinet Mountains sind die höchsten Erhebungen zwischen dem Glacier-Nationalpark und der im Westen aufragenden Cascade Range in Washington. Da sie eine Bergbarriere für ostwärts strömende pazifische Stürme bilden, liegt die Niederschlagsmenge bei bis zu 100 in (ca. 2.540 mm) pro Jahr. Die Ausdehnung beträgt in Nord-Süd-Richtung 79 mi (127 km) und in Ost-West-Richtung 69 mi (111 km).

### Wildtiere
In der Bergregion gibt es eine Vielzahl von größeren Säugetieren, unter anderem Baummarder, Pumas, Schneeziegen, Dickhornschafe, Elche, Maultierhirsche, Luchse, Pikas, Schwarz- und Grizzlybären oder Vielfraße und Wölfe.

### Besonderheiten
Die Wilderness Areas Cabinet Mountain und der benachbarte Scotchman Peak gehören zu den straßenlosen Gebieten (englisch roadless areas), die den Wildtieren einen geschützten Raum ohne Durchgangsverkehr bieten.

## Bergbaupläne
Da das Gebiet als sehr erzhaltig gilt, plant das Bergbauunternehmen „Hecla Mining“ die Entwicklung zweier riesiger Kupfer- und Silberminen, die das Schutzgebiet „Cabinet Mountains Wilderness“ und Teile des „Kootenai National Forest“ im Westen von Montana unterunneln würden. Die Tatsache, dass diese Minen den Untergrund einer „Wilderness Area“ untergraben würden oder die Populationen bedrohter Tierarten gestört werden könnten scheint kein Hindernis zu sein. Der Forest Service gibt an, durch das Allgemeine Bergbaugesetz aus dem Jahr 1872 (englisch General Mining Law of 1872) gebunden zu sein, so dass eine Genehmigung ausgestellt werden müsse. Geplant sind riesige unterirdische Hallen, aus denen das Erz entnommen würde. Das darüber befindliche Schutzgebiet solle durch massive Gesteinssäulen abgestützt werden. Es sei zudem eine Absenkung des Grundwasserspiegels notwendig, um die Tunnel während der Abbauphase trocken zu halten. Dies würde sich auf die Flüsse oberhalb auswirken und einen Eingriff in das Ökosystem darstellen. Des Weiteren ist eine durch einen Damm geschützte Deponie geplant, die rund 100 Millionen Tonnen Giftminenabfälle (Tailings) dauerhaft aufnehmen soll. Diese Deponie soll auf einem Gelände von 346 Morgen etwa eine 1/4 Meile vom Clark Fork River entfernt angelegt werden. Organisationen wie „Save Our Cabinets“ oder „Earthjustice“ versuchen dies zu verhindern und setzen sich für einen Erhalt der unberührten Natur ein.